# Société missionnaire de Saint Colomban
La société missionnaire de Saint Colomban (latin : Societas Santi Columbani pro Missionibus ad Exteros) est une société de vie apostolique missionnaire de droit pontifical fondée en Irlande en 1916 et approuvée par l'évêque de Galway en 1918. Elle est connue au début comme la Mission Maynooth en Chine. Elle est formée de prêtres de séminaristes et de laïcs coopérateurs. Le Père John Blowick, l'un des deux fondateurs, est aussi à l'origine des Sœurs de Saint Colomban qui travaillent avec les membres de la Société. Elle est consacrée à saint Colomban, apôtre irlandais de l'Europe Occidentale. Sa maison généralice se trouve maintenant à Hong Kong.

## Fondation
La Société est fondée par l'Irlandais Edward Galvin (1882-1956), futur évêque. Dans sa jeunesse, il sentait une vocation missionnaire, mais ses parents l'en avaient détourné. Il entre au St Patrick's College de Maynooth près de Dublin pour se préparer au sacerdoce dans le diocèse de Cork dont il est originaire. Il est ordonné en 1909. Le diocèse ayant un véritable surplus de prêtres, son évêque lui conseille de partir pour les États-Unis jusqu'à ce qu'un poste se libère pour Cork. L'abbé Galvin suit son conseil et sert dans le diocèse de Brooklyn à la paroisse du Saint-Rosaire de New York.
C'est là qu'il fait la connaissance de l'abbé John M. Fraser, prêtre canadien en préparation de départ pour la Chine. L'abbé Galvin partage le grand intérêt de John Fraser pour les missions de cet immense pays et lui avoue avoir lu quantité d'ouvrages à ce propos à la Brooklyn Public Library. L'abbé Fraser dissuade Edward Galvin qui veut l'accompagner là-bas, lui affirmant que jamais son évêque ne lui donnerait l'autorisation d'avoir un compagnon de mission. Mais c'est sans compter sur l'obstination d'Edward Galvin qui écrit à l'évêque et obtient l'autorisation. Il part le 25 février 1912.

### Mission en Chine
Edward Galvin se rend d'abord à Toronto pour rencontrer l'abbé Fraser. Ils traversent ensemble le pays jusqu'à Vancouver, où ils embarquent sur le RMS Empress of India en direction de la Chine. Edward Galvin sert d'abord à Zhejiang pendant quatre ans. Il est choqué par la pauvreté de la population et demande des soutiens financiers à ses relations en Irlande. Mais il est encore plus choqué par ce qu'il appelle la « pauvreté spirituelle » des Chinois.
Deux autres prêtres irlandais le rejoignent en 1916: l'abbé Patrick O’Reilly et l'abbé Joseph O’Leary. Les trois jeunes hommes joignent leurs efforts pour tenter de mettre sur pied une organisation efficace de lutte contre ces pauvretés. Les deux prêtres persuadent Edward Galvin de se rendre en Irlande pour fonder une société missionnaire en lien avec leur action. D'abord  hésitant, il se range finalement à leur avis.
Edward Galvin traverse les États-Unis à l'aller et rencontre des évêques et des prêtres pour leur confier son projet qui l'encouragent. Arrivé en Irlande en août, il se rend dans son alma mater, Maynooth, afin d'y recruter des séminaristes intéressés par ce projet d'institut missionnaire. L'abbé Thomas Roynane lui présente un enseignant du séminaire, John Blowick, qui deviendra un contributeur important dans le développement de la société. Deux mois après son arrivée, l'abbé Galvin a déjà pu recruter cinq prêtres. Désormais, la Mission de Maynooth compte huit membres.

### La Société
Edward Galvin présente son projet au Saint-Siège qui donne un premier encouragement. Galvin et Blowick passent l'année 1917 à poser les bases de leur fondation. Rome demande au groupe de prendre le nom de Société de Saint Colomban et celle-ci est érigée canoniquement par Mgr Thomas O'Dea, évêque de Galway, le 29 juin 1918, puis un nouveau séminaire est inauguré en Irlande pour cette mission. Une maison est trouvée aux États-Unis près d'Omaha dans le Nebraska et un séminaire supplémentaire ouvre quelques années plus tard. La Société compte quarante prêtres et soixante séminaristes en 1920, à peine deux ans plus tard ! Une mission est ouverte dans le district d'Hanyang (aujourd'hui Wuhan) dès 1923. Edward Galvin est nommé préfet apostolique de ce district en 1927 et consacré évêque in partibus de Myrina (de).
Les missionnaires rencontrent d'énormes difficultés fréquentes dans ce pays: disettes, inondations, insécurité, maladies, et se trouvent au milieu de la guerre civile entre les forces nationalistes du Kuomintang et celles du parti communiste chinois. Cette guerre dure encore une trentaine d'années. Cette instabilité constante permet à des seigneurs de la guerre de faire florès et de menacer régulièrement les missions chrétiennes qui sont détruites à intervalles réguliers, celles de la Société n'y échappent pas. Le ravitaillement est souvent dérobé ou détourné et des collaborateurs de la mission sont enlevés. Le 15 juillet 1929, des bandits communistes capturent un des prêtres missionnaires, le Père Timothy Leonard. Ils l'assassinent après quelques jours de captivité. D'autres missionnaires enlevés sont relâchés; mais un autre, le Père Cornelius Tierney, meurt des mauvais traitements subis en captivité, trois mois après avoir été enlevé. À l'automne 1932, les troupes nationalistes de Tchang Kaï-chek répliquent avec plus de forces aux troupes communistes qui sont obligées de se replier, ce qui permet aux missions de la Société de connaître une période de répit.
« Le règne de la terreur », écrit un Père de la Société de Saint Colomban, « loin d'affaiblir l'appel de l'Église dans cette région, semble au contraire l'avoir renforcé. » Et de fait les conversions affluent.
En 1933, le Saint-Siège attribue un nouveau territoire aux Colombaniens avec le Père Patrick Cleary nommé nouveau vicaire apostolique de Nacheng (dans le district de Nancheng, au sud de Hanyang). L'invasion japonaise de la Chine en 1937 provoque de nouveaux tumultes et l'obligation pour la Société de redoubler d'efforts en faveur des civils et des soldats blessés et des malades de l'épidémie de choléra ravageuse qui sévit dans la région. Bientôt la Seconde Guerre mondiale éclate: des missionnaires sont obligés de quitter leur mission pour être appelés sous les drapeaux. Après la guerre, il devient évident que les communistes sont de plus en plus maîtres d'énormes pans de territoire. En 1946, les Colombaniens reçoivent une nouvelle mission, celle de Huchow.
Trois ans plus tard, les communistes occupent la région de Huchow et rapidement après s'emparent de l'ensemble du pays. un grand nombre de missionnaires sont jetés en prison et la Société de Saint Colomban ne fait pas exception; d'autres sont tués ou expulsés. Mgr Galvin et Mgr Cleary sont expulsés de Chine en 1952, après des mois de prison. Épuisé par les mauvais traitements subis en prison, Mgr Galvin meurt trois ans et demi plus tard.

## Missions en dehors de la Chine
La Société étend sa mission aux Philippines en 1929, en Corée en 1933, en Birmanie en 1937et au Japon après la guerre en 1948.
La Société a œuvré pendant de longues années en Australie en appui avec les missions de Chine. Elle est toujours présente dans ce pays. 
Alors que la Chine est désormais fermée aux missionnaires, la Société dans les années 1950 répond à l'appel urgent en provenance d'Amérique latine et de nouvelles maisons sont  ouvertes au Pérou et au Chili. De même, la Société s'installe aux îles Fidji en 1952. Elle s'installe aussi au Pakistan en 1979 à la demande de l'évêque de Lahore et dans le diocèse de Hyderabad en 1983. Plus récemment la Société a ouvert des maisons à Taïwan, au Brésil et au Bélize, ainsi qu'en Jamaïque.

## Aujourd'hui
La Société connaît une baisse des vocations occidentales constante depuis les années 1980, déclenchée toutefois plus tard que dans d'autres congrégations missionnaires européennes. Depuis 2012, la Société est dirigée par un supérieur général australien d'origine irlandaise, le Père Kevin O'Neill. Désormais, 90 % de ses membres sont originaires d'Asie, d'Océanie et d'Amérique latine.

## Activités et diffusion
Les missionnaires de Saint-Colomban se consacrent à l'évangélisation, en particulier des populations d'Asie et sont très impliqués dans la défense de l'écologie et des droits des populations marginalisées.
Ils sont présents en :
- Europe : Grande-Bretagne, Irlande.
- Amérique : Brésil, Chili, États-Unis,  Pérou.
- Asie : Chine, Corée, Philippines, Japon, Pakistan, Taïwan.
- Océanie : Australie, Fidji, Nouvelle-Zélande.

Jusqu'en 2008, la maison-mère était à Donaghmede (en) à 10 kilomètres au nord-est de Dublin, elle est maintenant à Hong Kong. 
Au 31 décembre 2005, la société comptait 29 maisons et 580 membres dont 524 prêtres.